# Fissidens virens
Fissidens virens är en bladmossart som beskrevs av George Henry Kendrick Thwaites och Mitten 1873. Fissidens virens ingår i släktet fickmossor, och familjen Fissidentaceae. Inga underarter finns listade i Catalogue of Life.